# Rode brug (Amsterdam)
De Rode brug (brug 836) in Amsterdam-Zuid is zowel een bouwkundig als een artistiek kunstwerk.
De rode brug, vernoemd naar zijn kleur, verzorgt voor voetgangers de verbinding tussen de Europaboulevard en het Amstelpark ter hoogte van de Van Nijenrodeweg. Er zijn meer verbindingen over het water, maar deze is aangelegd uitsluitend voor voetgangers. De brug werd in 2005/2006 neergelegd naar een ontwerp van ipv Delft en kunstenaar Stefan Strauss. Zij lieten zich inspireren door voetgangersbruggen in de Verenigde Staten. De brug vormt met haar rode kleur een opvallende verschijning. Bovendien is de vorm van de brug afwijkend. Ze heeft aan de zuidkant een gangbare leuning meegekregen. Tussen stalen balusters lopen rode houten planken als relingen tot gangbare hoogte. Aan de noordzijde vormt de leuning tevens de dragende constructie van een afdak dat boven de daadwerkelijke brug loopt. Ook deze leuning en het afdak bestaan uit staal en rood geschilderd hout. Aan de oostzijde van de brug is voorts in het verlengde van beide leuningen en afdak een soort tunnel gecreëerd, waardoor de brug een half uur voor zonsondergang afgesloten kan worden om om 8:00 weer open te gaan.    
De brug, ontworpen volgens de opdracht “maak een brug ongeschikt voor bromfietsen”, is voorzien van een aanmerkelijke welving. Bovendien werden er trapjes voor gelegd. Dit bleek na oplevering echter ook onoverkomelijk te zijn voor mensen die zich in een rolstoel voortbewegen. Bewoners van een nabijgelegen zorgcentrum kregen het voor elkaar dat die trapjes omgezet werden in hellingen naar de brug. Die hellingen bleken echter te steil voor mensen die slecht ter been zijn of zich via rolstoel voortbewegen. Er werd nog overwogen er een platte brug naast te leggen, maar ook deze moet dan afgesloten kunnen worden. Om die brug over te kunnen moest dan een sleutel gehaald worden bij een post die ligt bij een andere toegangsbrug tot het park. De platte brug werd daarmee een overbodig object en kwam er dan ook niet. Ook bij sneeuw en ijs wordt de brug een haast onneembaar obstakel.
De brug is medegefinancierd door het Amsterdams Fonds voor de kunst en maakt onderdeel uit van een project van kunstzinnige toegangen tot het park. Amsterdam heeft nog een brug die officieus de titel 'Rode brug' kreeg: de Pythonbrug.

## Oude brug
De Rode brug kwam in de plaats van een witte voetgangersbrug die plat over het water lag. Zij dateerde uit april/mei 1967 en was ontworpen door de Dienst der Publieke Werken in Amsterdam. Die brug zou echter tijdelijk zijn, maar moest het uiteindelijk flink wat jaren uithouden. 

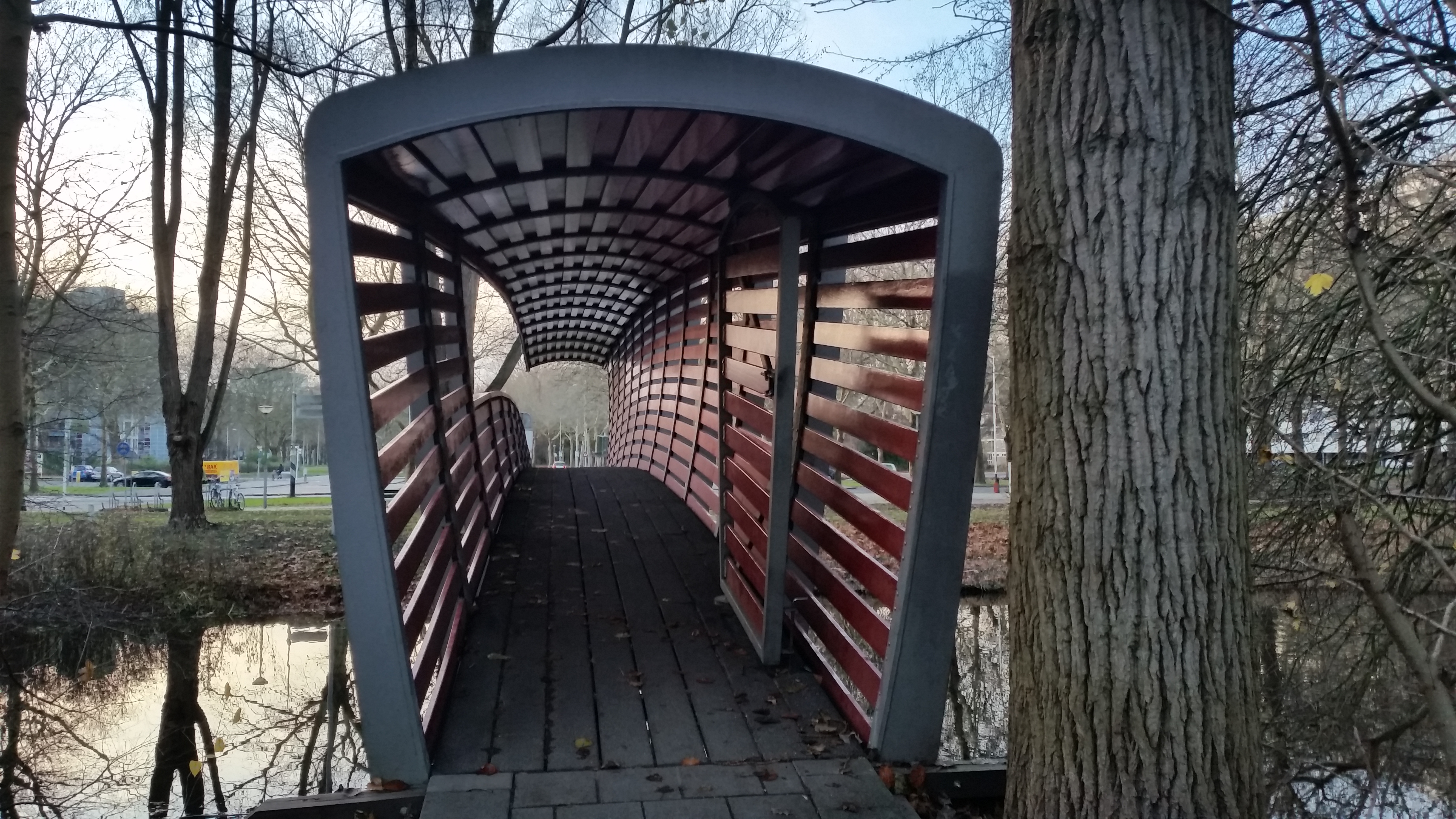
Rode brug, december 2018

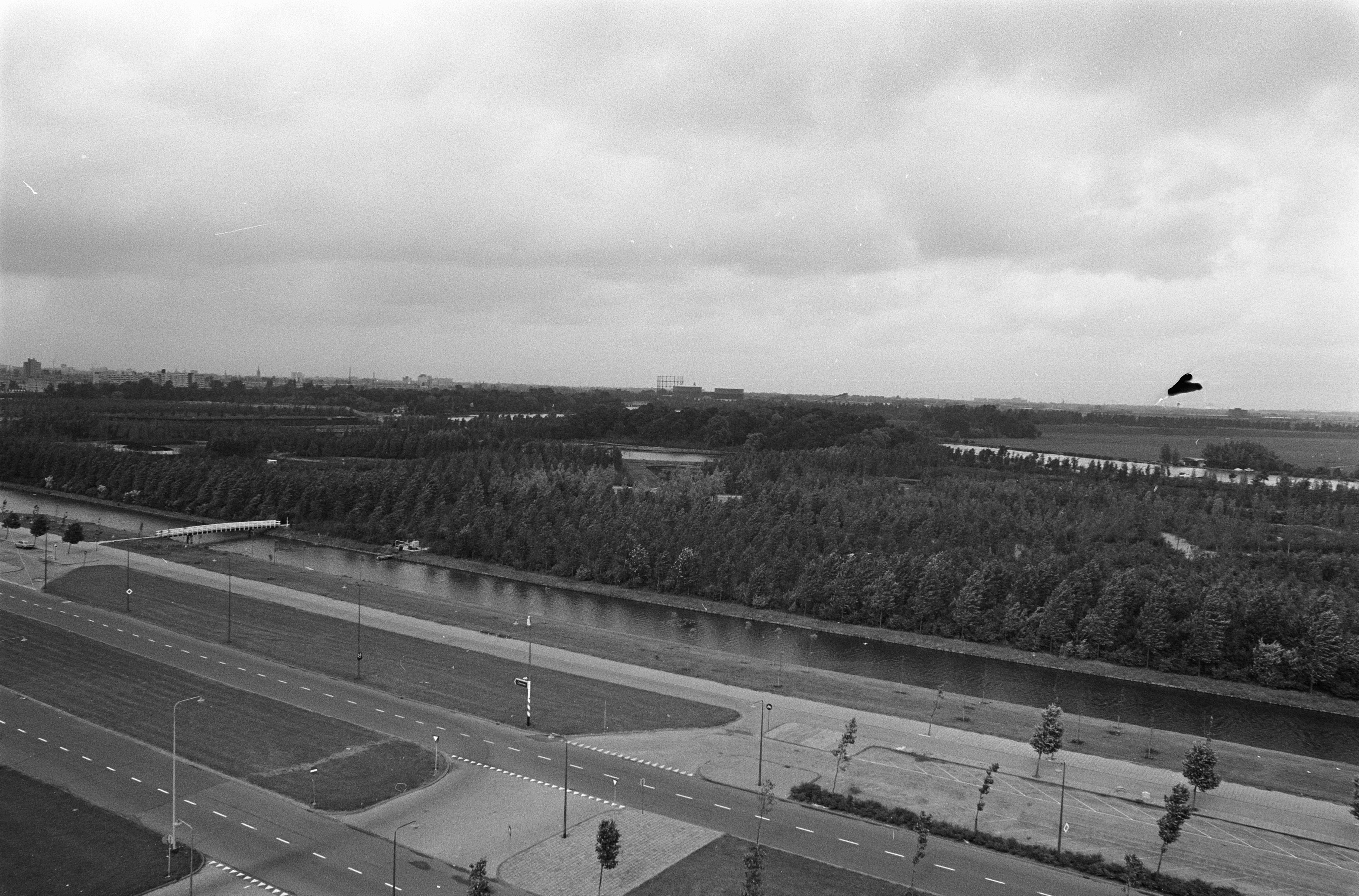
De voorganger van de Rode brug in 1970

<<< · 801 · 802 · 803 · 804 · 805 · 808 · 811 · 812 · 813 · 814 · 815 · 816 · 817 · 818 · 819 · 820 · 821 · 822 · 823 · 824 · 825 · 826 · 827 · 828 · 829 · 830 · 831 · 832 · 833 · 834 · 835 · 836 · 837 · 838 · 839 · 840 · 841 · 842 · 844 · 845 · 846 · 848 · 849 · 850 ·  854 · 856 · 857 · 858 · 859 · 860 · 863 · 864 · 865 · 866 · 867 · 868 · 869 · 870 · 871 · 872 · 873 · 875 · 876 · 877 · 889 · 890 · 891 · 892 · 893 · 895 · 896 · 897 · 898 · 899 · >>>
Brugnummers 800, 806, 807, 809, 810, 843 (gesloopt, Uilenstede, Amstelveen), 847 (Uilenstede, Amstelveen) , 851 (gesloopt, Dirk Sterenberg), 852 (gesloopt, Dirk Sterenberg), 853 (gesloopt, Dirk Sterenberg), 855, 861, 862, 874, 878, 879, 880, 881, 882, 883, 884, 885, 886, 887, 888, 894 zijn niet (meer) vergeven.